# Turbinaria mesenterina
Turbinaria mesenterina is een rifkoralensoort uit de familie van de Dendrophylliidae. De wetenschappelijke naam van de soort werd in 1816 voor het eerst geldig gepubliceerd door Jean-Baptiste de Lamarck.